# (2737) Kotka
(2737) Kotka est un astéroïde de la ceinture principale.

## Description
(2737) Kotka est un astéroïde de la ceinture principale. Il fut découvert le 22 février 1938 à Turku par Yrjö Väisälä. Il présente une orbite caractérisée par un demi-grand axe de 2,75 UA, une excentricité de 0,20 et une inclinaison de 8,8° par rapport à l'écliptique.

## Compléments